# Wychwatyńce
Wychwatyńce (rum. Ofatinți, ros. Выхватинцы) – wieś o spornej przynależności państwowej (de iure Mołdawia, de facto Naddniestrze), w rejonie Rybnica, nad Dniestrem, na historycznym Podolu.
W czasach I Rzeczypospolitej wieś leżała w województwie bracławskim w prowincji małopolskiej Korony Królestwa Polskiego. Dawniej własność m.in. Lubomirskich. Odpadła od Polski w wyniku II rozbioru.